# Ardour (Gartempe)
Der Ardour ist ein Fluss in Frankreich, der in der Region Nouvelle-Aquitaine verläuft. Er entspringt im Gemeindegebiet von Augères, entwässert generell Richtung West bis Nordwest und mündet nach rund 34 Kilometern im Gemeindegebiet von Bersac-sur-Rivalier als linker Nebenfluss in die Gartempe. Auf seinem Weg durchquert der Ardour die Départements Creuse und Haute-Vienne.

## Orte am Fluss
(Reihenfolge in Fließrichtung)
- Mourioux-Vieilleville
- Marsac